# L'Or noir de l'Oklahoma
Pour plus de détails, voir Fiche technique et Distribution.
L'Or noir de l'Oklahoma (titre original : Oklahoma Crude) est un film américain réalisé par Stanley Kramer et sorti en 1973.

## Synopsis
Dans l'Oklahoma, lors de la ruée sur « l'or noir » au début des années 1900, de grandes sociétés d’exploitation veulent acheter le terrain pétrolifère de Lena Doyle. Celle-ci, farouche féministe, avec l’aide de son père Cleon et de Mason, leur homme de main, engage une lutte sans merci contre les géants pétroliers pour sauvegarder sa propriété.

## Fiche technique
- Titre original : Oklahoma Crude
- Titre français : L'Or noir de l'Oklahoma
- Réalisation : Stanley Kramer
- Scénario : Marc Norman
- Photographie : Robert Surtees
- Montage : Folmar Blangsted
- Musique : Henry Mancini
- Son : Charles T. Knight
- Décors : Alfred Sweeney, Morris Hoffman
- Costumes : Bill Thomas
- Producteur : Stanley Kramer
- Société de production : Stanley Kramer Productions (États-Unis)
- Sociétés de distribution : Columbia Pictures (États-Unis), Sony Pictures Television (France)
- Pays de production :  États-Unis
- Langue originale : anglais
- Format : Couleurs (Technicolor) — 35 mm — 2.35:1 (Panavision) — Son : Mono
- Genre : Comédie dramatique, Western
- Durée : 108 minutes
- Dates de sortie : 
  - URSS : juillet 1973 (Festival international du film de Moscou)
  - France : 18 octobre 1973
- (fr) Classification CNC : tous publics (visa d'exploitation no 41748 délivré le 12 octobre 1973)
- Affiche : Bill Gold (États-Unis)

## Distribution
- George C. Scott (VF : Pierre Garin) : Noble « Mase » Mason
- Faye Dunaway (VF : Jeanine Freson) : Lena (prononcé Lina en VF) Doyle
- John Mills (VF : Henri Labussière) : Cleon Doyle
- Jack Palance (VF : Yves Massard) : Hellman
- William Lucking (VF : Jean-Pierre Dorat) : Marion
- Woodrow Parfrey (VF : Alfred Pasquali) : l'avocat
- Harvey Jason (VF : Pierre Guillermo) : Henry Wilcox
- Harvey Parry (VF : Jean Violette) : Bliss

## Production

### Casting
Faye Dunaway menaça de se retirer du projet si Kirk Douglas, à qui on proposait le rôle de Hellman, était engagé, évoquant les avances insistantes de l'acteur qui fut son partenaire dans L'Arrangement quatre ans plus tôt. Le rôle échut alors à Jack Palance[réf. souhaitée].

### Tournage
Extérieurs : Stockton (Californie).

### Chanson
Send a Little Love My Way (en), paroles de Hal David et musique d'Henry Mancini, interprétée par Anne Murray.

## Récompenses et distinctions

### Récompenses
- Festival international du film de Moscou 1973 : Stanley Kramer, lauréat du Prix d’or.

### Nominations
- Golden Globes 1974 : Hal David et Henry Mancini nommés pour le Golden Globe de la meilleure chanson originale pour Send a Little Love My Way (en).